# Бомбаксовые
Бомбаксовые, баобабовые (лат. Bombacoiodeae) — подсемейство тропических деревьев семейства Мальвовые (Bombacaceae), нечетко ограниченная внутри семейства. Название подсемейства основано на типовом роде Бомбакс (Bombax L.). Представители подсемейства — обычно очень крупные деревья, с толстыми, иногда бочонкообразными стволами, содержащими большие запасы воды. Листья простые или пальчатосложные, опадающие в сухое время года. Цветки без чашелистика крупные, белые или ярко окрашенные, часто развиваются на ветвях и стволах, опыляются рукокрылыми, птицами и насекомыми. Плод — чаще коробочка, нередко заполненная длинными волосками (выросты околоплодника). Растут в дождевых тропических лесах, а также в саваннах (баобаб) и сухих тропических лесах (Cavanillesia). К бомбаксовым принадлежат роды дуриан, бомбакс, сейба, а также бальса (Ochroma).

## Текущая таксономия
Недавние филогенетические исследования показали, что бомбаксовые, как традиционно описанная группа (включая триба Durioneae), не являются монофилетической. Бомбаксовые больше не рассматривается группой APG I 1998, II 2003 и Системой Кубицки 2003 в ранге семейства, основная масса рассматриваемых таксонов рассматривается как подсемейства Bombacoideae и Helicteroideae в пределах семейства Мальвовые в широком смысле. Тесная связь между Бомбаксовыми и Мальвовыми уже давно признана, но до недавнего времени семейства были разделены в большинстве классификационных систем и по-прежнему разделены во многих ссылках, включая справочную работу по классификации цветковых растений: Хейвуд и др. 2007 и Тахтаджян 2009, но были собраны вместе на сайте APW.
Хейвуд и другие  говорят, что Бомбаксовые, «хотя и тесно связаны с Мальвовыми, молекулярные данные поддерживает их разделение. Кажется, что только пыльца и характер произрастания создают морфологическую основу для разделения». С другой стороны, они говорят: «Один из подходов заключается в том, чтобы скомбинировать их [семейства в ядре Мальвовые, включая Бомбаксовые] все в „супер“ Мальвовые, признавая их как подсемейства. Другая, принятая здесь, состоит в том, чтобы признать каждую из этих десяти групп в качестве семейств».
Семейство Бомбаксовые включает около 30 родов (25 родов после Хейвуда и др.) с около 250 видами тропических деревьев, некоторые из которых значительного размера в обхвате, так называемые «бутылочные деревья». Многие виды вырастают до внушительных размеров, Хлопковое дерево самое высокое, достигает до 70 м в высоту. Некоторые из родов являются коммерчески важными, из них производят древесину, получают съедобные фрукты или полезные волокна. В семействе отмечены некоторые из самых мягких лиственных пород, которыми торгуют на коммерческой основе, особенно бальса (Ochroma lagopus). Плоды дуриана (Durio zibethinus), известны тем, что имеют выразительный вкус, но отличаются неприятным запахом. Когда-то волокно из дерева капок (Ceiba pentandra), использовалось при изготовлении спасательных кругов. Баобабы или «бутылочные деревья» (Adansonia spp.) являются важным строительным материалом в некоторых частях Африки, Австралии и Мадагаскара, поскольку отличаются чрезвычайно прочным корпусом ствола, служат механизмом для увеличения объёма хранения воды.

## Роды
- Adansonia L. — Адансония
- Aguiaria Ducke
- Bernoullia Oliv.
- Bombax L. — Бомбакс
- Catostemma Benth.
- Cavanillesia Ruiz & Pav.
- Ceiba Mill., 1754 — Сейба
- Chiranthodendron Larreat., 1805 — Хирантодендрон (согласно Кубицки в подсемействе Bombacoideae[7] и более тесно связана с Фремонтодендроном Баум и др. 2004 год[8])
- Eriotheca Schott & Endl.
- Fremontodendron Coville (согласно Хейвуд и др.[4])
- Gyranthera Pittier
- Huberodendron Ducke
- Matisia Bonpl.
- Neobuchia Urb.
- Охрома Sw.
- Pachira Aubl., 1775 — Пахира
- Patinoa Cuatrec.
- Pentaplaris L.O.Williams & Standl. (согласно Кубицки в подсемействе Bombacoideae, но неопределённого положения[7])
- Phragmotheca Cuatrec.
- Pseudobombax Dugand — Ложнобомбакс
- Quararibea Aubl.
- Scleronema Benth.
- Septotheca Ulbr.
- Spirotheca Ulbr. (согласно Хейвуд и др.[4])

Роды трибы Durioneae исключены из Бомбаксовых после Хейвуда и др. 2007 и должно быть включено в Durionaceae
- Boschia Korth.
- Coelostegia Benth.
- Cullenia Wight
- Durio Adans., 1763 — Дуриан
- Kostermansia Soegeng
- Neesia Blume

Род, который следует исключить из Бомбаксовых после Хейвуда и др. 2007 и должен быть включён в Мальвовые
- Камптостемон Mast.

Роды считаются синонимами после Кубицкого 2003
- Бомбакопсис Pittier = Пахира Aubl.
- Хоризия Kunth = Сейба Mill.
- Rhodognaphalon (Ulbr.) Roberty = Пахира Aubl.

Род, не обработанный в Кубицки
- Lahia Hassk., синоним Дуриан, По мнению Мабберли[9]